# Chiesa di San Pancrazio (Valle di Maddaloni)
La chiesa di San Pancrazio è una chiesa storica di Valle di Maddaloni, situata nella parte sud del paese: al suo interno veniva venerato il patrono del comune, San Pancrazio. È stata abbandonata a partire dal 1754.

## Storia
Le prime notizie scritte si hanno dalle Rationes Decimarum Italiae (Registro delle Imposte) nei secoli XII e XIV e fino al 1456 non si hanno notizie particolari se non del “tremuoto” che scosse le terre, provocando fortunatamente solo lievi danni alla chiesa, prontamente riparati. Dopo la peste del XVII secolo la popolazione di Valle si ridusse ad appena 500 anime e l’esiguo numero di abitanti scampati alla pestilenza comportò la riduzione delle curate e, quindi, alla sola centrale di S.Pietro (nell’abitato) assurgendo ad arcipretale, non esautorando l’importanza mistica della figura del Martire S. Pancrazio, che è rimasto il Santo Protettore di Valle. Nel 1753 la chiesa risulta custodita da un eremita, in pessime condizioni edilizie e quasi crollante. Per tale motivo fu interdetta al culto. Dopo la morte dell’eremita la chiesa, abbandonata, fu oggetto di saccheggi di viandanti.

## Struttura
La chiesa per la semplicità stilistica lascia supporre che fu progettata e realizzata dalle maestranze locali che non mancarono mai in arti e mestieri. Sull’intradosso dell’arco a tutto sesto e poggiato su piedritti, lato sinistro della chiesa, dove fu staccato l’affresco di S.Antonio Abate benedicente, segno tangibile dell’operosità e della religiosità dei Vallesi, datato inizi XII secolo, vi è un lucernario a feritoia, caratteristica finestra monofora dell’XI – XII secolo, presente anche nelle torri del castello. L’altare maggiore era rivolto a 40° verso Nord Est, costruito a imbotte semi incastonato nella parete ad arco a tutto sesto, con pietra locale, sostenuto da colonnette a “balaustrum” (oggi inesistente), ai cui piedi vi è ancora oggi visibile una fossa profonda a due bocche quadrate servite per la sepoltura.